# Solignac (Haute-Vienne)
Solignac (occitanisch: Solenhac) ist eine französische Gemeinde mit 1561 Einwohnern (Stand 1. Januar 2022) im Département Haute-Vienne in der Region Nouvelle-Aquitaine. Sie gehört zum Arrondissement Limoges und ist Mitglied im Gemeindeverband Communauté urbaine Limoges Métropole. Die Bewohner werden Solignacois und Solignacoises genannt.

## Lage
Der Ort liegt im Limousin etwa 13 Kilometer (Fahrtstrecke) südlich von Limoges am Nordufer der Briance.
Umgeben wird Solignac von den vier Nachbargemeinden:
| Condat-sur-Vienne | Limoges                                     |          |
|                   | Kompassrose, die auf Nachbargemeinden zeigt |          |
| Jourgnac          |                                             | Le Vigen |

## Bevölkerungsentwicklung
| Jahr      | 1968 | 1975 | 1982 | 1990 | 1999 | 2006 | 2013 | 2020 |
| Einwohner | 1060 | 1121 | 1244 | 1345 | 1367 | 1454 | 1511 | 1576 |

## Geschichte
Ursprung des heutigen Ortes war ein Kloster, das Mitte des 7. Jahrhunderts vom heiligen Eligius, Bischof von Noyon, gegründet wurde. Der Ort entwickelte sich außerhalb der Schutzwälle, die den Klosterbereich umgaben. Zu Beginn des 8. Jahrhunderts wurden der Ort und sein Kloster von den Sarazenen überfallen. Nach der Schlacht bei Tours und Poitiers blieben diese Überfälle aus. Stattdessen kamen im 9. Jahrhundert die Normannen, die mit ihren Schiffen die Flüsse hinaufruderten, um Städte und Klöster zu plündern. Ort und Abtei litten erneut im Hundertjährigen Krieg (1337–1453) und in der Zeit der Hugenottenkriege (1562–1598).

## Sehenswürdigkeiten

### Sonstige
- Die mehrflügelige Klosteranlage stammt aus dem 18. Jahrhundert und dient heute als Altersheim.
- Die mittelalterliche Brücke über die Briance (pont vieux) aus dem 13. Jahrhundert war als direkter Weg für die Jakobspilger gedacht. Die Pfeiler der flussaufwärts gewandten Seite sind angespitzt um bei Hochwasser Baumstämme etc. besser ableiten zu können; die flussabwärts gewandte Seite ist dagegen flach. Die Brücke ist seit 1969 als Monument historique eingeschrieben.
- Eine weitere mittelalterliche Brücke über die Briance (pont rompu) aus dem 13. Jahrhundert stürzte während eines Hochwassers im Jahr 1993 teilweise in sich zusammen, wurde aber inzwischen wiederhergestellt. Die Brücke ist seit 1990 als Monument historique eingeschrieben.
- Das Schloss La Borie stammt aus dem 17. Jahrhundert.

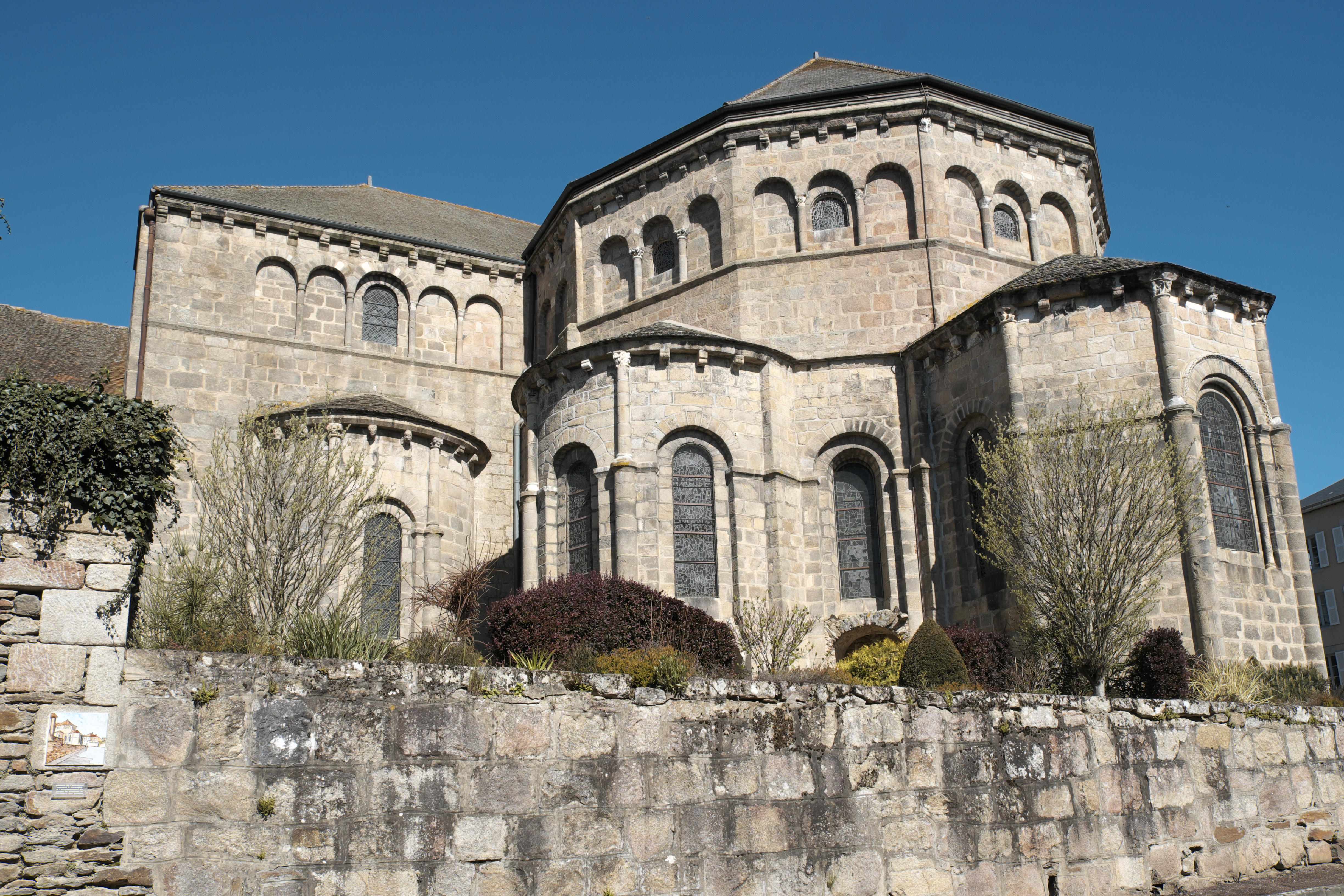
Apsis der ehemaligen Abteikirche St-Pierre-St-Paul
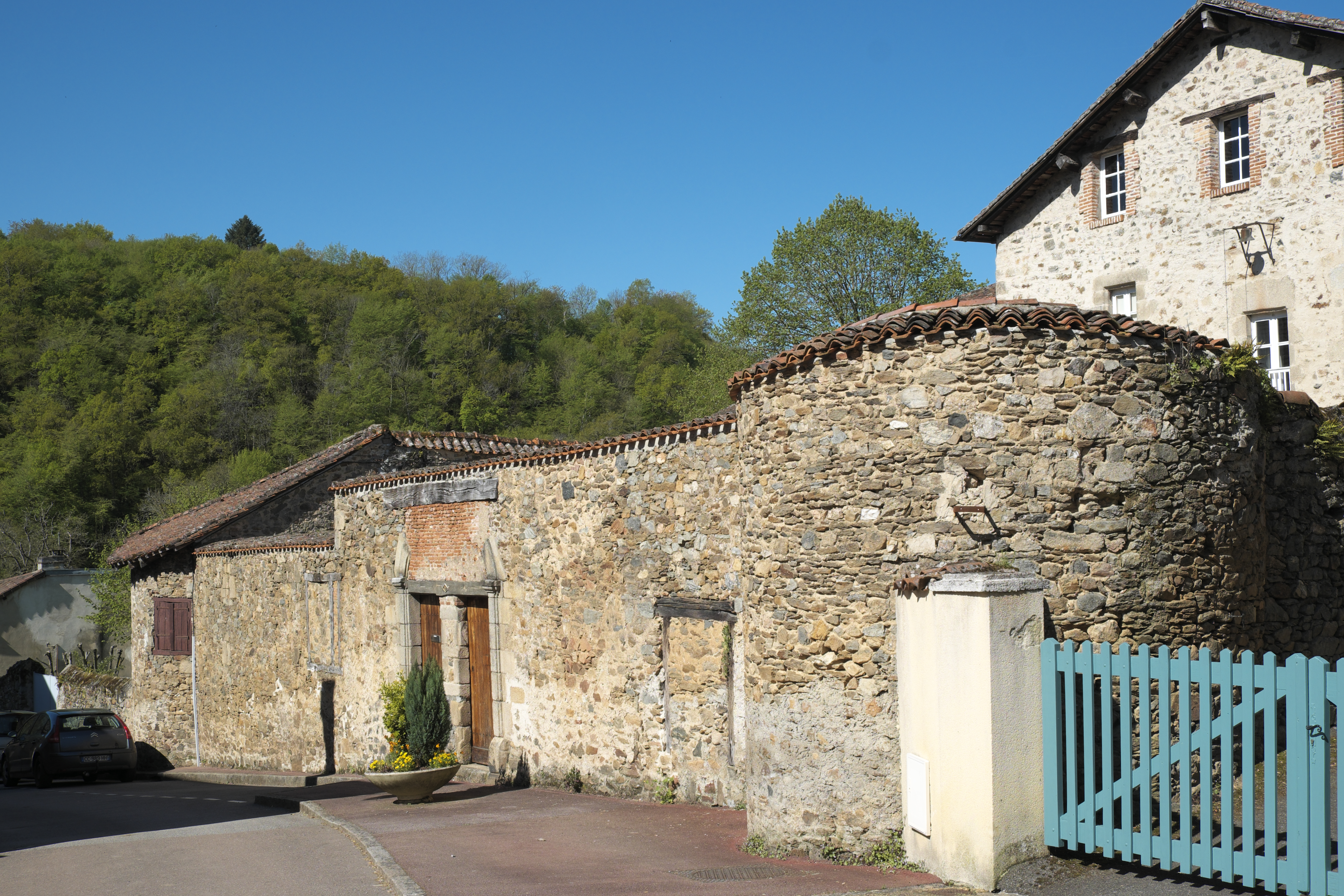
Klosteranlage
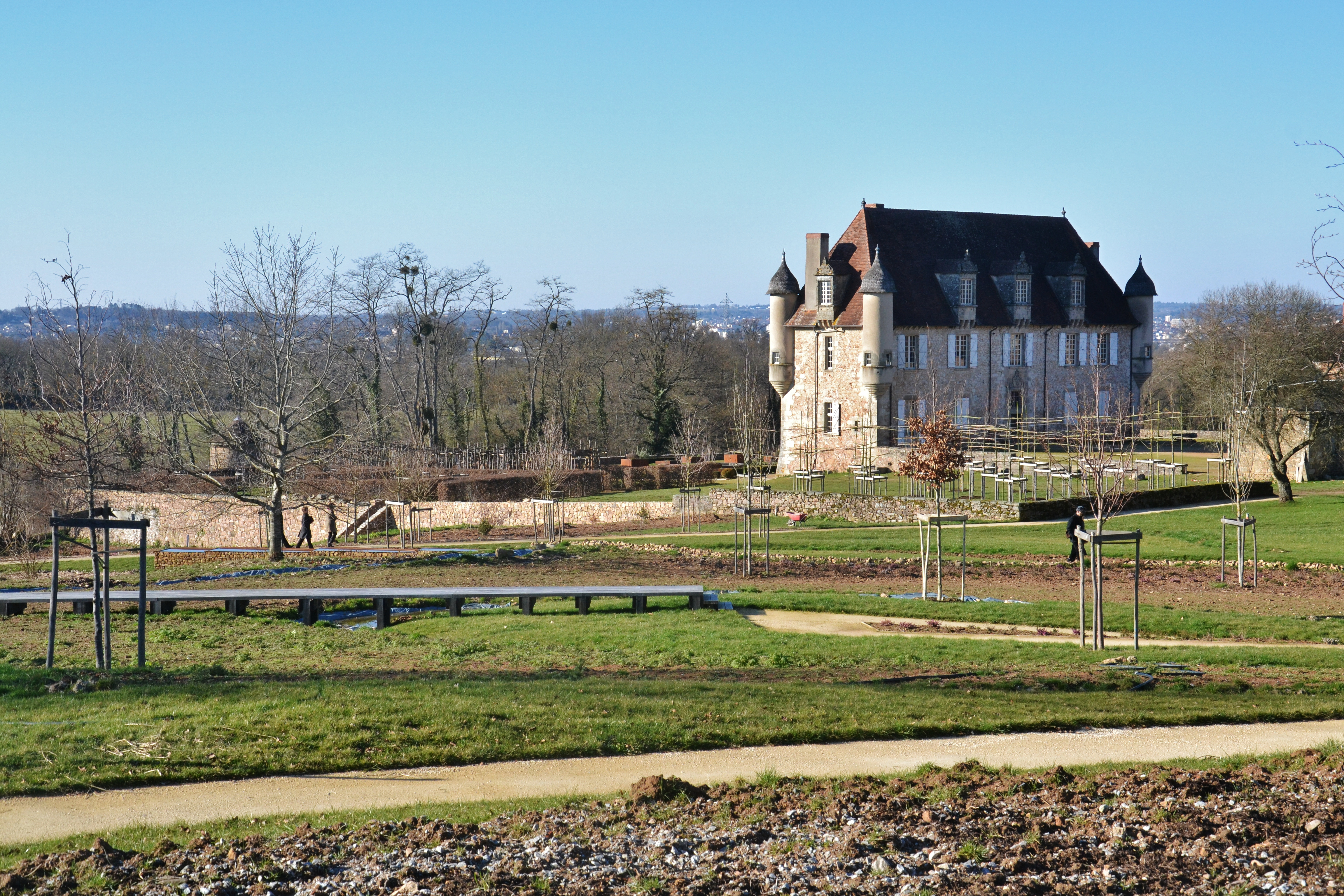
Schloss La Borie
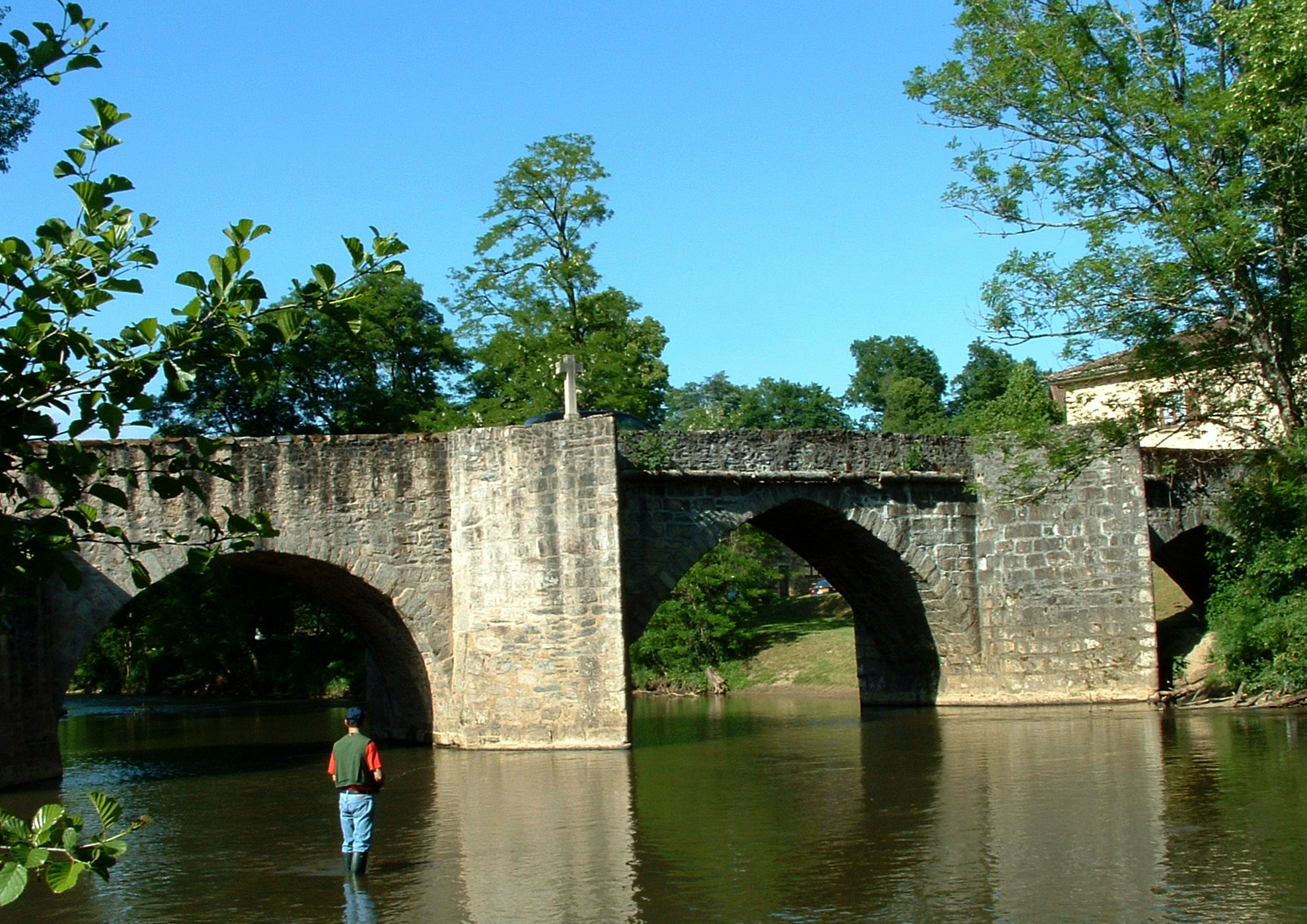
Pont rempu

## Städtepartnerschaften
- Stavelot, Belgien
- Ribarroja de Ebro, Spanien, Provinz Tarragona in Katalonien